# Nyakabugu
Nyakabugu är ett vattendrag i Burundi.   Det ligger i provinsen Bururi, i den centrala delen av landet, 60 km sydost om huvudstaden Bujumbura.
Omgivningarna runt Nyakabugu är en mosaik av jordbruksmark och naturlig växtlighet. Runt Nyakabugu är det ganska tätbefolkat, med 124 invånare per kvadratkilometer.